# Maytenus harenensis
Maytenus harenensis là một loài thực vật thuộc họ Celastraceae. Đây là loài đặc hữu của rừng Harenna ở Ethiopia, một khu rừng Afromontane còn sót lại của dãy núi Bale. Chúng hiện đang bị đe dọa vì mất môi trường sống.